# Marie-Jean Hérault de Séchelles
Marie-Jean Hérault de Séchelles (Párizs, 1759. szeptember 20. – 1794. április 5.) francia bíró és politikus, a Konvent elnöke.

## Élete
Régi nemesi család ivadéka. Ifjú korában került az udvarhoz, 1781-ben a châtelet-i törvényszéknél, 1786-ban pedig a párizsi parlamentnél lett királyi ügyész. A forradalom kitörésekor belépett a nemzetőrségbe, és részt vett a Bastille bevételében. 1791-ben Párizs képviselője lett a törvényhozó testületben, majd Loire megye küldte a Konventbe, ahol egy ideig a girondistákkal tartott és XVI. Lajos halálára szavazott. Nemsokára a  Hegypárthoz csatlakozott, megtámadta a girondistákat, és elnöke lett a konventnek, amikor azt Henriot 1793. június 2-án ostromolni kezdte. A Közjóléti Bizottság tagjaként elkészítette az új alkotmány tervezetét és szeptemberben a Felső-Rajna megyébe távozott, hogy ott is rémuralmat szervezzen. Visszatérése után mérsékeltebb úton kívánt haladni barátaival (Danton, Desmoulins), de Robespierre pártja 1794 márciusában elfogatta, és április 2-án a Forradalmi Törvényszék elé állította, amely halálra ítélte. A lefejezést április 5-én hajtották végre. Théorie de l'ambition című művét Salgues adta ki (1802).